# Amerikai katonai adminisztráció Koreában
Az Egyesült Államok Hadseregének Koreai Katonai Kormánya (hangul: 재조선 미국 육군사령부 군정청, Csedzsoszon Miguk jukkunszarjongbu kundzsongcshong, handzsa: 在朝鮮 美國 陸軍司令部 軍政廳, RR: Jaejoseon Miguk yukgunsaryeongbu gunjeongcheong) 1945. szeptember 8. és 1948. augusztus 15. között a Koreai-félsziget déli felének hivatalos uralkodó testülete volt. Ebben az időszakban az országot politikai és gazdasági káosz sújtotta, amely különféle okokból fakadt. A japán megszállás utóhatásai a megszállási övezetben, valamint északon a szovjet zónában is érezhetőek voltak. A lakosság elégedetlensége abból fakadt, hogy az Egyesült Államok katonai kormánya támogatta a japán gyarmati kormányt; majd miután eltávolították, a korábbi japán kormányzók tanácsadók maradtak; a működőképes és népszerű Koreai Népköztársaság figyelmen kívül hagyásával, cenzúrázásával és erőszakos feloszlatásával; végül pedig az országot megosztó ENSZ-választások támogatásával. Ráadásul az Egyesült Államok hadserege nagyrészt nem volt felkészülve az ország igazgatásának kihívására, úgy érkezett, hogy nem ismerte a nyelvet és a politikai helyzetet. Így sok politikájuknak nem szándékos destabilizáló hatásai voltak. Az észak-koreai menekültek (becslések szerint 400 000) és a külföldről hazatérők hullámai további zűrzavart okoztak.

## Háttér
A rövid életű Koreai Népköztársaságot augusztusban hozták létre a japán hatóságokkal konzultálva, és gyorsan átvette az irányítást az egész országban. Az Egyesült Államok katonai kormánya röviddel érkezése után törvényen kívül helyezte a déli területeken. A Népköztársaság vezetője, Jo Unhjong (Yeo Un-hyeong) lemondott, és megalakította a Koreai Néppártot. Az amerikai kormányzat nem volt hajlandó elismerni a Koreai Köztársaság Kim Gu vezette ideiglenes kormánya tagjait sem, akiknek magánszemélyként kellett belépniük az országba.

## Kulcsfontosságú események
A Japán Birodalom szövetségeseknek való átadása után a 38. szélességi körön lévő hadosztály a szovjet és az amerikai parancsnokság kezdetét jelentette Észak-Korea, illetve Dél-Korea felett. 1945 és 1948 között Dél-Korea általános felelőssége Douglas MacArthur tábornokra hárult, mint a szövetséges hatalmak legfelsőbb parancsnoka a Koreával kapcsolatos homályos parancsok és a vezérkari főnökök és a külügyminisztérium útmutatásainak hiánya miatt. Washington, DC úgy döntött, hogy szabad kezet ad MacArthurnak, hogy bánjon Koreával, ahogy akarja. Megparancsolta a John R. Hodge altábornagy vezette XXIV. hadtestnek, hogy ne csak fogadja el a japán erők feladását, hanem Korea katonai megszállását is. Az amerikai csapatok 1945. szeptember 8-án partra szálltak Incheonban, és röviddel ezután katonai kormányt hoztak létre. Az Incshon (Incheon)ban partraszálló erők az Egyesült Államok tizedik hadseregének XXIV. hadtestéhez tartoztak. Négy nappal Koreába érkezése előtt Hodge azt mondta tiszteinek, hogy Korea „az Egyesült Államok ellensége”.
Szeptember 9-én, egy átadási ceremónián Hodge bejelentette, hogy a japán gyarmati kormány érintetlen marad, beleértve annak személyzetét és főkormányzóját. Egy nagy felháborodás után Hodge a főkormányzót amerikaira cserélte, és eltávolította az összes japán irodavezetőt, bár ő viszont a volt japán bürokratákat kérte fel tanácsadónak.
A növekvő népi elégedetlenséggel szemben Hodge 1945 októberében létrehozta a Koreai Tanácsadó Testületet. A tanácsi helyek többségét a Koreai Demokrata Párt tagjai kapták, amely az Egyesült Államok ösztönzésére alakult, és amely elsősorban nagybirtokosokból, gazdag üzletemberekből és a gyarmati kormány korábbi tisztviselőiből állt. A KN néhány tagjának felajánlották, hogy csatlakozzanak, de ők visszautasították, és ehelyett kritizálták a Tanács kinevezett tagjait a japánokkal való együttműködésük miatt.
1945-ben javaslatot tettek egy hosszú távú vagyonkezelői megállapodásra. 1945 decemberében az Egyesült Államok és a Szovjetunió megállapodott abban, hogy az országot a Moszkvai Külügyminiszteri Konferencia által elnevezett Egyesült Államok–Szovjet Vegyes Bizottság alatt irányítják. Megállapodás született arról, hogy Korea négy év nemzetközi felügyelet után függetlenül kormányoz. Mindazonáltal az Egyesült Államok és a Szovjetunió is jóváhagyta a koreai vezetésű kormányokat a maga felében, amelyek mindegyike kedvezett a megszálló hatalom politikai ideológiájának. Számos szempontból vitatható, hogy nem minden koreai támogatta feltétlenül ezeket a megállapodásokat. Délen az ideiglenes törvényhozást és az ideiglenes kormányt Kim Gjusik (Kim Kyu-shik) és Li Szin Man (Syngman Rhee) vezették. 
Az Egyesült Államok Hadseregének Koreai Katonai Kormánya december 8-án betiltotta a sztrájkokat, 1945. december 12-én pedig törvényen kívül helyezte a népi bizottságokat. 1946 szeptemberében azonban a Koreai Kommunista Párt általános sztrájkot kezdeményezett. Ez a busani vasutasok körében kezdődött, de szeptember 24-re átterjedt más iparágakra is, és több mint negyedmillió munkavállaló csatlakozott a sztrájkhoz. Az Egyesült Államok Hadseregének Koreai Katonai Kormánya katonai műveleteket szervezett a sztrájkolók ellen, és a jobboldali antikommunista csoportokat is bátorította. Október 1-jén Tegu (Daegu)ban a rendőrség tüzet nyitott egy sztrájktüntetésre, és egy munkást megöltek. A következő napok tüntetései „őszi felkeléssé” fejlődtek. Az amerikai kormány válaszul hadiállapotot hirdetett, tüntetők tömegére lőtt, és nyilvánosan ismeretlen számú embert ölt meg.
A Jeju-felkelés az Egyesült Államok megszállásának időszakában kezdődött 1948 áprilisában, amikor a baloldali radikálisok megöltek 30 dél-koreai rendőrt. Ez a felkelés azután történt, hogy egy Pak Hon-yong nevű dél-koreai kommunista (aki együttműködött Kim Ir Szennel Phenjanban) felszólította a baloldali és kommunista csoportokat a 38. szélességi körtől délre, hogy minden szükséges eszközzel ellenezzék az 1948-as koreai választásokat, és február 7-én általános sztrájkra szólított fel. Ekkor a Dél-Koreai Kommunista Munkáspártnak legalább 60 000 tagja volt Jejuban, és legalább 80 000 aktív támogatója. Ezek a tagok és támogatók nemcsak sztrájkot kezdtek, hanem néhány esetben kormányzati létesítményeket is megtámadtak, és nyílt konfliktusba keveredtek a rendőri erőkkel.